# Karel Jáchym z Bredy
Karel Jáchym hrabě Breda z Bredy, též z Erbassu (německy Karl Joachim Graf von Breda, 1663–1740, podle jiných zdrojů 1650–1731) byl česko-německý šlechtic z původem nizozemského rodu Bredů, vlastník pozemků ve středních Čechách a po roce 1717 královský místodržící v Čechách.

## Život a činnost

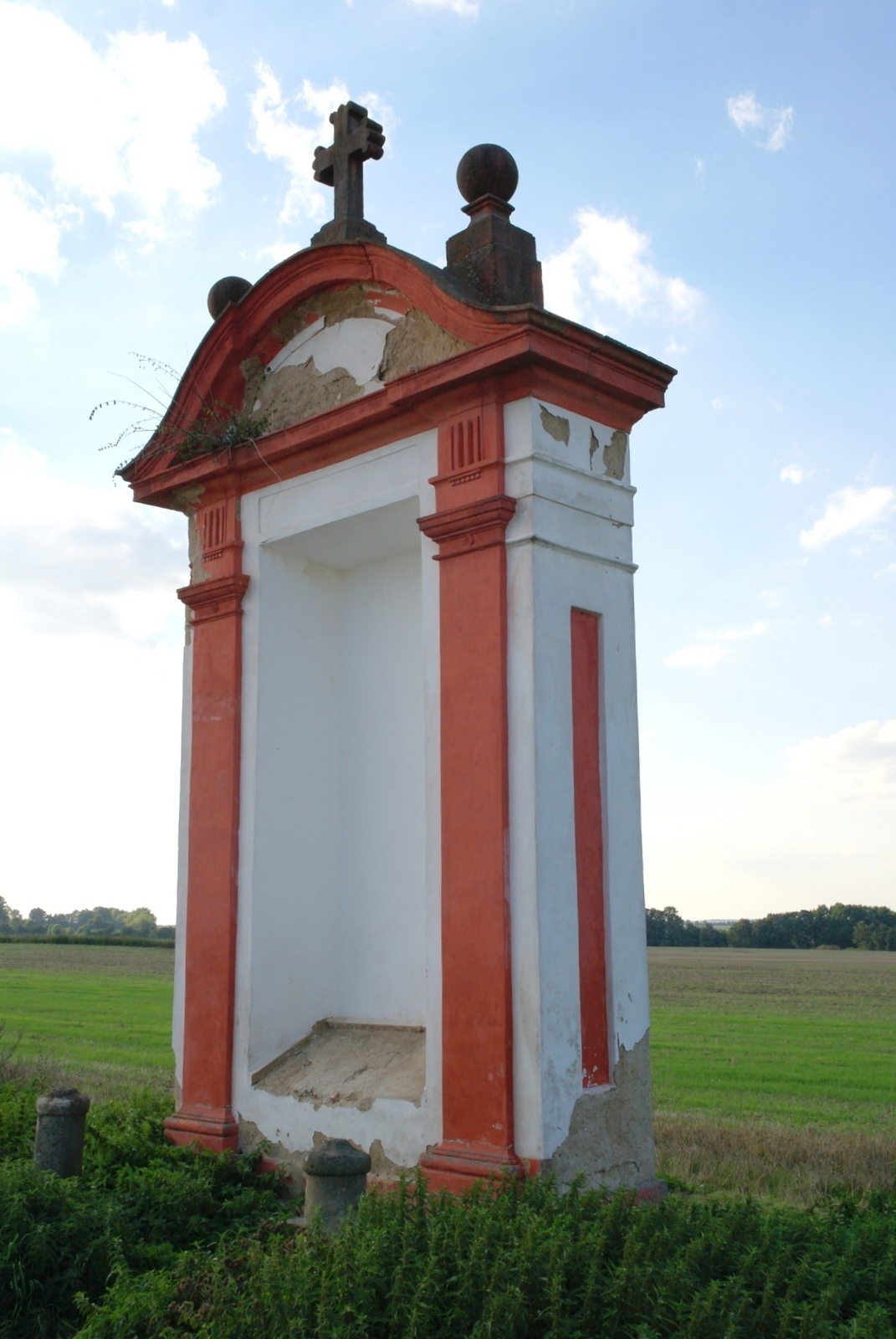
XIX. Kaple poutní cesty z Prahy do Hájku

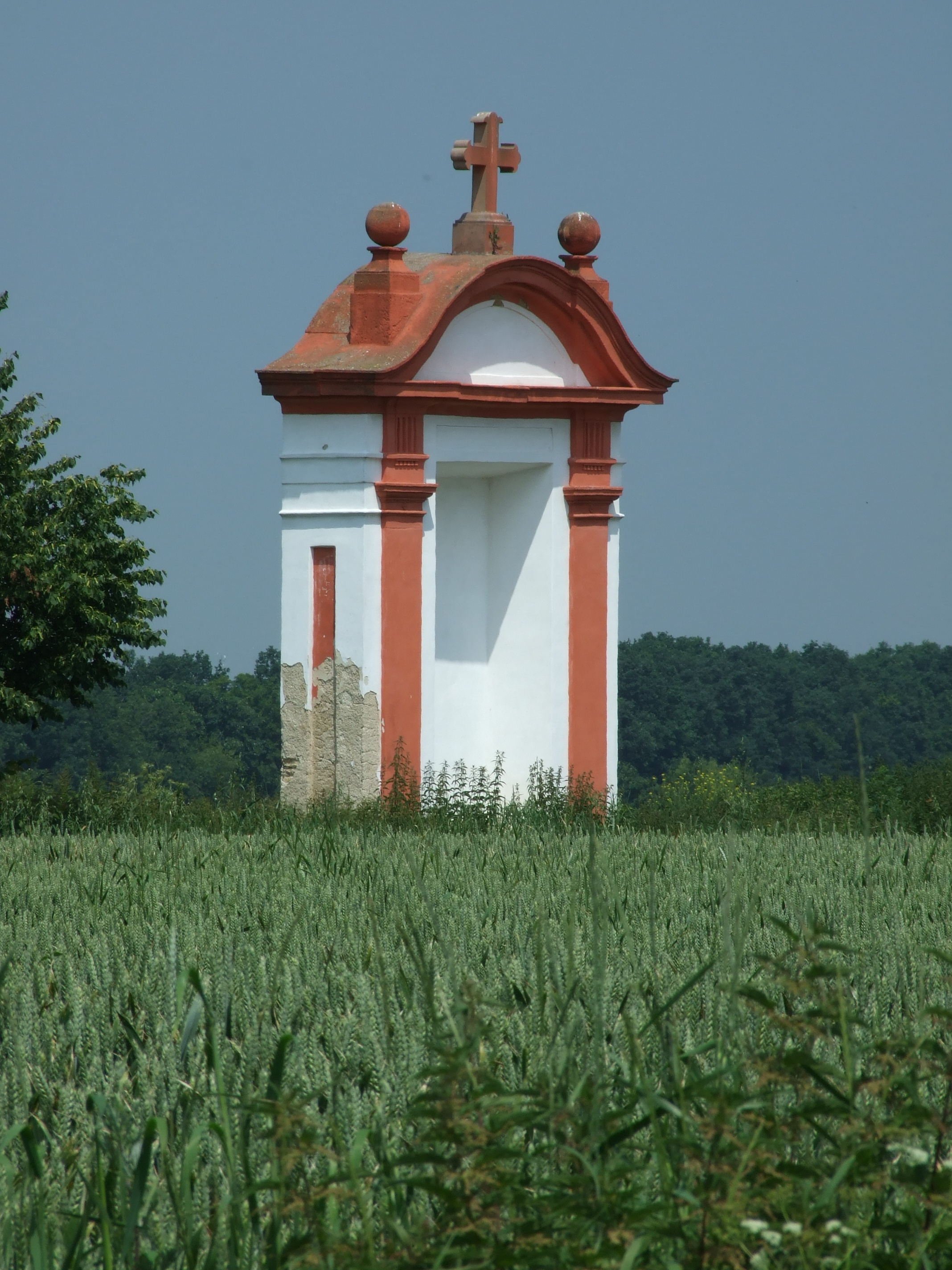
XX. Kaple poutní cesty z Prahy do Hájku

Primogeniturní Lemberské panství, vlastněné Hertvíkem Mikulášem z Bredy, nebylo schopno dělení a po jeho smrti v roce 1697 byla vytvořena sekundogenitura na Tachlovicích s Červeným Újezdem. Smlouvou mezi Martinici a Žďárskými ze Žďáru o vyrovnání 30. května 1686 bylo kladensko-újezdské panství rozděleno mezi pět dcer Floriana Jetřicha. Červenoújezdské panství pak získala Terezie Eleonora z Ugarte, která v roce 1690 panství prodala sestře Johaně Barboře, hraběnce z Caretto-Millesima, čímž došlo opět ke spojení s tachlovickým panstvím, které pak v roce 1697 prodala Karlu Jáchymovi z Bredy. Ten panství nadále rozšiřoval, po roce 1702 je doplnil o Hostivici a Litovice a spojil je do jednoho panství. Byl také iniciátorem oddělení hostivické farnosti od kladenského vikariátu a její předání pod správu tachlovické farnosti. Karel Jáchym vlastnil Tachlovice v letech 1697–1732, po něm se majitelkou panství stala toskánská velkovévodkyně Anna Marie Františka a přes bavorské kurfiřty a sasko-lauenburské vévody se nakonec dostala do vlastnictví královské koruny.
V letech 1711–1725 Karel Jáchym vlastnil pivovar v Kácově a ve dvacátých letech 18. století od Bechyňů z Lažan zakoupil Počátky a připojil je k chotěbořskému panství. Hrabě byl údajně znám svým krutým zacházením s poddanými ve Velkých Pečkách, kteří se proti němu v roce 1713 vzbouřili. V roce 1725 založil jižně od Hřebče nový zemědělský dvůr Peklov. Vznikl na polích, která zabavil vzbouřeným sedlákům. Ještě do roku 1730 byl dvůr beze jména, pojmenování Peklov se ujalo až po jeho odchodu v roce 1732, prý v upomínku na pekelné období jeho vlády.
Karel Jáchym byl donátorem 19. a 20. (dvou posledních) kaplí poutní cesty z Lorety do kláštera v Hájku. Kaple byla poničena nešetrným zacházením v době socialismu a byla obnovena teprve v letech 1998–1999 spolkem Hostivít.